# Leucostoma dapsile
Leucostoma dapsile là một loài ruồi trong họ Tachinidae.